# Giuseppe Fioravanzo
Giuseppe Fioravanzo (né le 14 août 1891 à Monselice et mort le 18 mars 1975  à Rome) est un amiral italien.

## Biographie
Giuseppe Fioravanzo entre à l'Accademia Navale di Livorno en 1909 et est fait sous-lieutenant (Guardiamarina) en 1912. Lors du déclenchement de la guerre italo-turque, il était alors cadet à bord du cuirassé Benedetto Brin.
Il est considéré l'un des « intellectuels » de la Regia Marina, avec les amiraux Bernotti et Di Giamberardino, étant l'un des principaux auteurs de l'élaboration de la doctrine navale italienne entre les deux guerres mondiales. Après avoir servi avec distinction pendant la guerre italo-turque et la Première Guerre mondiale, à partir des années 1920, il commence une carrière de théoricien naval et écrivain tout en poursuivant sa carrière militaire.
En 1936, alors que l'Italie est impliquée dans la guerre d'Espagne aux côtés des nationalistes, il reçoit la tâche de bloquer le canal de Sicile afin d'empêcher les navires logistique soviétiques d'atteindre les ports républicains par la Méditerranée. Au cours de la Seconde Guerre mondiale, après avoir été promu au grade d'amiral de division, il occupe divers postes de l'État-major italien.
En 1943, à la suite de l'armistice de Cassibile mettant fin aux hostilités entre le royaume d'Italie et les Alliés, il fait partie d'une commission chargée d'épurer le personnel de la Regia Marina qui avait sympathisé avec les idéaux fascistes.
Après la guerre, il dirige le Bureau historique de la marine italienne pendant de nombreuses années et publie des ouvrages sur sa vision de la guerre, tels que La guerra sul mare e la guerra integrale (certains seront publiés à titre posthume). Il meurt à Rome le 18 mars 1975. Comme le souhaitait son dernier vœu, l'ensemble de ses archives personnelles ont été données aux archives historiques de la commune de Monselice.

## Promotions
- Guardiamarina (1912)
- Sottotenente di Vascello (1914)
- Primo Tenente di Vascello (1916)
- Tenente di Vascello (1918)
- Capitano di corvetta (1923)
- Capitano di fregata (1928)
- Capitano di vascello (1934)
- Contrammiraglio (1er janvier 1939)
- Ammiraglio di Divisione (1940)
- Ammiraglio di squadra (1953)

## Distinctions
- Médaille de la valeur militaire
- Croix du Mérite de la guerre
- Ordre militaire d'Italie
- Médaille de la Victoire inter-alliée
- Ordre du Mérite de la République italienne